# César-díjak 1996
A 21. Césarok éjszakáját 1996. március 2-án tartották meg a párizsi Champs-Elysées Színházban, Philippe Noiret elnökletével.
Mind a jelöléseket, mind pedig a nyerteseket a változatosság és a széles skála jellemezte. Három elnyert Césarral a legsikeresebb film, a fiatal színész-rendező, Mathieu Kassovitz A gyűlölet  című, felkavaró filmdrámája lett, vincent Cassel főszereplésével, a nagy vesztes pedig Jean-Paul Rappeneau Huszár a tetőn című alkotása, amely a 10 jelölés ellenére mindössze 2 díjat kapott. Érdekesség: a legígéretesebb fiatal színész kategóriában a lehetséges öt jelölt közül három a Kassovitz-film szereplője. A legjobb külföldi film díját Ken Loach spanyol polgárháborús témát feldolgozó filmje a Haza és szabadság nyerte el.
Az estély különlegessége volt, hogy – noha Césarra alapvetően élő személyeket lehet jelölni – ebben az évben kivételt tettek és a legjobb filmzene díjat posztumusz ítélték oda Serge Gainsbourg zeneszerzőnek, a két évvel korábban bemutatott Élisa című film zenéjéért.

## Díjazottak
| Díjak                                      | Díjazottak és jelöltek |
| ------------------------------------------ | --- |

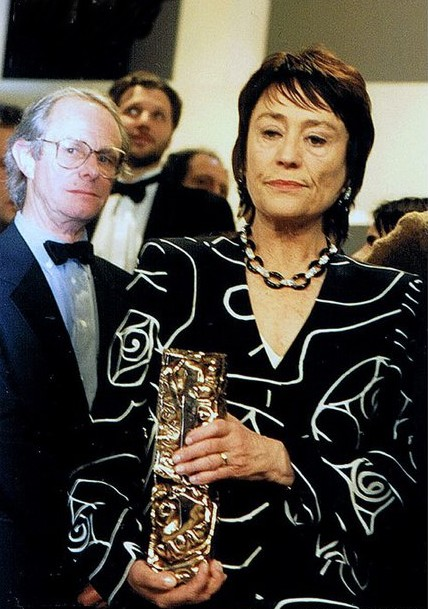
Annie Girardot a legjobb mellékszereplő színésznőnek járó díjjal

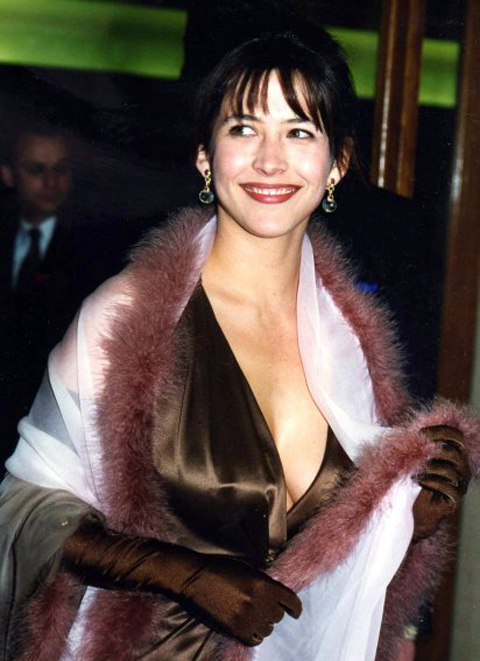
A díjátadóra érkező Sophie Marceau

| legjobb film                               | - A gyűlölet (La haine), rendezte: Mathieu Kassovitz - A boldogság a réten van (Le bonheur est dans le pré), rendezte: Étienne Chatiliez - A szertartás (La cérémonie), rendezte: Claude Chabrol - Mintamókus (Gazon maudit), rendezte: Josiane Balasko - Huszár a tetőn (Le hussard sur le toit), rendezte: Jean-Paul Rappeneau - Nelly és Arnaud úr (Nelly et Mr. Arnaud), rendezte: Claude Sautet |
| legjobb rendező                            | - Claude Sautet – Nelly és Arnaud úr (Nelly et Mr. Arnaud) - Claude Chabrol – A szertartás (La cérémonie) - Étienne Chatiliez – A boldogság a réten van (Le bonheur est dans le pré) - Mathieu Kassovitz – A gyűlölet (La haine) - Jean-Paul Rappeneau – Huszár a tetőn (Le hussard sur le toit) |
| legjobb színésznő                          | - Isabelle Huppert – A szertartás (La cérémonie) - Sabine Azéma – A boldogság a réten van (Le bonheur est dans le pré) - Emmanuelle Béart – Nelly és Arnaud úr (Nelly et Mr. Arnaud) - Juliette Binoche – Huszár a tetőn (Le hussard sur le toit) - Sandrine Bonnaire – A szertartás (La cérémonie)                                                                                                  |
| legjobb színész                            | - Michel Serrault – Nelly és Arnaud úr (Nelly et Mr. Arnaud) - Vincent Cassel – A gyűlölet (La haine) - Alain Chabat – Mintamókus (Gazon maudit) - François Cluzet – Semmihasznák (Les apprentis) - Jean-Louis Trintignant – Fiesta |
| legjobb mellékszereplő színésznő           | - Annie Girardot – A nyomorultak (Les misérables) - Jacqueline Bisset – A szertartás (La cérémonie) - Clotilde Courau – Élisa - Carmen Maura – A boldogság a réten van (Le bonheur est dans le pré) - Claire Nadeau – Nelly és Arnaud úr (Nelly et Mr. Arnaud) |
| legjobb mellékszereplő színész             | - Eddy Mitchell – A boldogság a réten van (Le bonheur est dans le pré) - Jean-Hugues Anglade – Nelly és Arnaud úr (Nelly et Mr. Arnaud) - Jean-Pierre Cassel – A szertartás (La cérémonie) - Ticky Holgado – Mintamókus (Gazon maudit) - Michael Lonsdale – Nelly és Arnaud úr (Nelly et Mr. Arnaud)                                                                                                 |
| legígéretesebb fiatal színésznő            | - Sandrine Kiberlain – Van (vagy nincs) (En avoir (ou pas)) - Isabelle Carré – Huszár a tetőn (Le hussard sur le toit) - Clotilde Courau – Élisa - Marie Gillain – A csalétek (L'appât) - Virginie Ledoyen – Magányos lány (La fille seule) |
| legígéretesebb fiatal színész              | - Guillaume Depardieu – Semmihasznák (Les apprentis) - Vincent Cassel – A gyűlölet (La haine) - Hubert Koundé – A gyűlölet (La haine) - Olivier Sitruk – A csalétek (L'appât) - Saïd Taghmaoui – A gyűlölet (La haine) |
| legjobb operatőr                           | - Thierry Arbogast – Huszár a tetőn (Le hussard sur le toit) - Pierre Aïm – A gyűlölet (La haine) - Darius Khondji – Elveszett gyerekek városa (La cité des enfants perdus) |
| legjobb vágás                              | - Scott Stevenson és Mathieu Kassovitz – A gyűlölet (La haine) - Noëlle Boisson – Huszár a tetőn (Le hussard sur le toit) - Jacqueline Thiedot – Nelly és Arnaud úr (Nelly et Mr. Arnaud) |
| legjobb eredeti vagy adaptált forgatókönyv | - Telshe Boorman – Mintamókus (Gazon maudit) - Claude Chabrol és Caroline Eliacheff – A szertartás (La cérémonie) - Jacques Fieschi és Claude Sautet – Nelly és Arnaud úr (Nelly et Mr. Arnaud) - Mathieu Kassovitz – A gyűlölet (La haine) - Florence Quentin – A boldogság a réten van (Le bonheur est dans le pré)                                                                                |
| legjobb filmzene                           | - Zbigniew Preisner, Michel Colombier és Serge Gainsbourg – Élisa - Angelo Badalamenti – Elveszett gyerekek városa (La cité des enfants perdus) - Jean-Claude Petit – Huszár a tetőn (Le hussard sur le toit) - Philippe Sarde – Nelly és Arnaud úr (Nelly et Mr. Arnaud) |
| legjobb hang                               | - Jean Goudier, Pierre Gamet és Dominique Hennequin – Huszár a tetőn (Le hussard sur le toit) - Dominique Dalmasso, Vincent Tulli – A gyűlölet (La haine) - Pierre Lenoir, Jean-Paul Loublier – Nelly és Arnaud úr (Nelly et Mr. Arnaud) |
| legjobb díszlet                            | - Jean Rabasse – Elveszett gyerekek városa (La cité des enfants perdus) - Michèle Abbé-Vannier – Pillangókisasszony (Madame Butterfly) - Jacques Rouxel, Ezio Frigerio, Christian Marti – Huszár a tetőn (Le hussard sur le toit) |
| legjobb jelmez                             | - Christian Gasc – Pillangókisasszony (Madame Butterfly) - Jean-Paul Gaultier – Elveszett gyerekek városa (La cité des enfants perdus) - Franca Squarciapino – Huszár a tetőn (Le hussard sur le toit) |
| legjobb elsőmű                             | - A három testvér (Les trois frères), rendezte: Didier Bourdon és Bernard Campan - Helyzetkép (État des lieux), rendezte: Jean-François Richet - Pigalle, rendezte: Karim Dridi - Rosine, rendezte: Christine Carrière - Van (vagy nincs) (En avoir (ou pas)), rendezte: Laetitia Masson |
| legjobb rövidfilm                          | - A hal és a szerzetes (Le moine et le poisson), rendezte: Michael Dudok de Wit - Corps inflammables, rendezte: Jacques Maillot - Le bus, rendezte: Jean-Luc Gaget - Roland, rendezte: Lucien Dirat |
| legjobb producer                           | - Christophe Rossignon – A gyűlölet (La haine) - Claude Berri – Mintamókus (Gazon maudit) - Charles Gassot – A boldogság a réten van (Le bonheur est dans le pré) - Alain Sarde – Nelly és Arnaud úr (Nelly et Mr. Arnaud) - Alain Terzian – Zűrangyalok (Les anges gardiens) |
| legjobb külföldi film                      | - Haza és szabadság (Land and Freedom), rendezte: Ken Loach ( UK, ESP, GER, ITA) - A szív hídjai (The Bridges of Madison County)), rendezte: Clint Eastwood ( USA) - Füst (Smoke), rendezte: Wayne Wang ( GER, USA, JPN) - Közönséges bűnözők (The Usual suspects), rendezte: Bryan Singer - Underground, rendezte: Emir Kusturica ( YUG, FRA, GER, BUL, CZE, HUN)                                   |
| tiszteletbeli César                        | - Lauren Bacall - Henri Verneuil |

## Többszörös jelölések és elismerések
A statisztikában a különdíjak nem lettek figyelembe véve.
| Jelölés | Díj | Magyar cím                | Eredeti cím                |
| ------- | --- | ------------------------- | -------------------------- |
| 12      | 2   | Nelly és Arnaud úr        | Nelly et Mr. Arnaud        |
| 11      | 3   | A gyűlölet                | La haine                   |
| 10      | 2   | Huszár a tetőn            | Le hussard sur le toit     |
| 7       | 1   | A boldogság a réten van   | Le bonheur est dans le pré |
| 7       | 1   | A szertartás              | La cérémonie               |
| 5       | 1   | Mintamókus                | Gazon maudit               |
| 2       | 1   | Semmihasznák              | Les apprentis              |
| 4       | 1   | Elveszett gyerekek városa | La cité des enfants perdus |
| 3       | 1   | Élisa                     | Élisa                      |
| 2       | 1   | Pillangókisasszony        | Madame Butterfly           |
| 2       | 1   | Van (vagy nincs)          | En avoir (ou pas)          |
| 2       | 0   | A csalétek                | L'appât                    |